# Карнаухов, Дмитрий Владимирович
Дми́трий Влади́мирович Карнау́хов (род. 16 августа 1973, Бийск) — российский учёный-медиевист, доктор исторических наук.
Профессор Кафедры всеобщей истории, историографии и источниковедения Новосибирского государственного педагогического университета (с 2015 г. — Кафедра отечественной и всеобщей истории НГПУ).
Профессор Кафедры международных отношений и регионоведения Факультета гуманитарного образования Новосибирского государственного технического университета (НГТУ).
Специализируется на изучении истории польской историографии, польских концепций истории России и восточнославянских народов, проблем исторической памяти, роли политической и исторической мифологии в польско-российских отношениях. Автор 80 научных публикаций.

## Биография
Родился в городе Бийске в 1973 году. В 1996 году окончил отделение истории мировой культуры исторического факультета Новосибирского государственного педагогического университета по специальности история и история мировой культуры.
В 2000 году присвоена степень кандидата исторических наук. Тема диссертации: Польская историческая книга и развитие представлений о происхождении восточных славян (15-17 вв.)
В 2011 году присвоена степень доктора исторических наук. Тема диссертации: История средневековой Руси в польской хронографии конца XV — начала XVII вв.
В качестве приглашенного профессора преподавал на историческом факультете Варшавского университета (2011), а также в Институте России и Восточной Европы Ягеллонского университета в Кракове (2015—2017).
С 2012 года, после защиты докторской диссертации в Институте российской истории РАН и нострификации ученой степени доктора исторических наук в Польше, преподавал на факультете политологии и историческом факультете Академии гуманитарных наук им. Александра Гейштора в Пултуске.
С 2013 года года жил в Польше, работал в Академии гуманитарных наук имени Александра Гейштора (Аkademia Humanistyczna im. Aleksandra Gieysztora).
Организатор и координатор сотрудничества научно-образовательных центров Новосибирска с польскими университетами и институтами Польской академии наук. Член новосибирской культурно-просветительской организации «Дом Польский», инициатор проведения на регулярной основе «Дней польской науки в Новосибирске» (2013—2016), представитель Российского института стратегических исследований в Польше (2013—2016), активный участник польско-российских научных проектов и программ.
11 октября 2017 года был выслан из Польши по обвинению в ведении деятельности «с элементами гибридной войны».

### Депортация из Польши
Агентство внутренней безопасности Польши (АВБ) 11 октября депортировало из страны Д. В. Карнаухова. 13 октября по этому поводу вышло официальное заявление пресс-секретаря министра по координированию работы спецслужб Польши. Приводим полный текст заявления.
"По ходатайству главы Агентства внутренней безопасности 11 октября с территории Польши был выдворен гражданин Российской Федерации Дмитрий К. Согласно установленным фактам, историк действовал против государственных интересов Польши, инициировал элементы гибридной войны против Польши, а также поддерживал контакты с российскими спецслужбами.
Высылка российского учёного из Польши — это очередной скандал на почве шпиономании. Инцидент свидетельствует о нежелании Варшавы прекратить нагнетание напряженности, — говорится в заявлении МИДа, которое приводит агентство ТАСС. Историка Дмитрия Карнаухова выдворили после того, как власти заподозрили его в работе на российские спецслужбы. Как передает AP со ссылкой на агентство внутренней безопасности Польши, Карнаухов, прикрываясь сотрудничеством с учебными заведениями, фактически был инструментом гибридной войны: он якобы использовал свои связи с местными учеными и журналистами, чтобы продвигать позицию России. В Варшаве утверждают, что перед профессором стояла задача дискредитировать польские власти и подорвать их взаимоотношения с Украиной. В Москве же полагают, что стремление искать во всём признаки «гибридных атак» есть ни что иное, как осознанный антироссийский курс польского руководства.
В МИД России заявили, что дадут ответ на решение властей Польши о депортации Карнаухова. «Полагаем, что раздутый польскими властями очередной скандал на почве шпиономании с дежурным набором не подкрепленных доказательствами обвинений свидетельствует о нежелании официальной Варшавы прекратить искусственное нагнетание напряженности в отношениях с Россией. Стремление во всем искать признаки „гибридных атак“ и подрывной деятельности с нашей стороны вполне укладывается в осознанный антироссийский курс нынешнего руководства Польши», — подчеркнули в ведомстве.
Сам Дмитрий Карнаухов в интервью газете «Коммерсантъ» так описывает свою депортацию: «— Вечером ко мне пришли домой сотрудники польских спецслужб, заковали в наручники, на машине без опознавательных знаков увезли в полицейский участок, где мне пришлось провести ночь в камере с уголовниками». <…> По словам российского ученого, у него забрали мобильный телефон и отказались связать с посольством. Наутро его депортировали в Россию, несмотря на то что в Польше у него остались личные вещи и архив".
«В течение суток я должен был покинуть территорию страны, при этом мне не предъявили никаких обвинений, не предъявили ни одного доказательства, не предъявили бумагу, в которой было бы написано, что все факты, подтверждающие мою вину, засекречены. Более того, с представителями польских спецслужб, которые составили на меня соответствующее досье, я даже не общался. Со мной не проводили никакой беседы. Доказательства не привели и в публичной сфере, то есть в польских СМИ, которые перепечатывали с незначительными изменениями одно и то же заявление. Поэтому я делаю вывод, что это целенаправленная провокация, направленная против меня лично и против страны, гражданином которой я являюсь».

### Зеркальный ответ России
25 ноября ФСБ потребовала досрочно покинуть Россию польского историка, профессора Ягеллонского университета Хенрика Глембоцкого, который до этого много лет работал в архивах РФ. МИД РФ заявил, что высылка Хенрика Глембоцкого является зеркальным ответом «на недружественный акт» депортации Дмитрия Карнаухова.
Власти Польши заявили, что им «непонятно» решение о высылке господина Глембоцкого. МИД Польши выразил официальный протест и заявил, что «гарантии свободного диалога польских и российских историков особенно ценны и должны защищаться, а не ограничиваться». [«Коммерсантъ»] обратился в польское дипломатическое ведомство с просьбой подробнее разъяснить это заявление. На вопрос о том, не являются ли обе высылки историков примерами ограничения культурной и гуманитарной сферы, в МИД Польши ответили: «Эти два случая принципиально различаются». «Дмитрий Карнаухов действовал в ущерб безопасности Польши и при содействии российских спецслужб,— сказал [„Коммерсанту“] представитель польского МИДа,— в то время как Хенрик Глембоцкий пытался узнать правду о преступном режиме Иосифа Сталина».
Российский политолог и шеф-редактор газеты «Известия» Георгий Бовт прокомментировал Радио Business FM зеркальный ответ России следующим образом: «Если посмотреть на список научных работ Карнаухова, то можно подумать, что перед нами если и шпион, то очень глубокого залегания. Тема его докторской диссертации — „История средневековой Руси в польской хронографии конца XV — начала XVII веков“. Польско-русскими связями в ХІХ-XX веках он занимается больше 20 лет. Он — автор десятков научных работ. В контексте сегодняшней ситуации весьма актуальной видится вот эта статья: „Корни нарративов ненависти и вражды: историография как фактор стигматизации России и восточнославянских народов в Польше“. Она была издана, в том числе, на польском в 2016 году. И вот этого ученого обвиняют в том, что он, „прикрываясь сотрудничеством с учебными заведениями и используя свои связи с местными учеными и журналистами, пытался продвигать позицию России“. Перед ним якобы была поставлена задача дискредитировать польские власти и подорвать их взаимоотношения с Украиной. Не иначе как он где-то упомянул о „Волынской резне“, устроенной полякам украинскими бандеровцами в годы Второй мировой. <…> Российский МИД заранее предупреждал: ответ будет. Как у нас теперь повелось, зеркальный. Он и последовал. А реакция Варшавы последовала почему-то, как в том анекдоте про бандеровцев, которые сначала расправились с двумя евреями, а затем сами за это поплатились. Но успели удивиться: мол, а нас-то за что?»
Сам Дмитрий Карнаухов также дал комментарии на высылку польского коллеги российской прессе: «Моя история — это чистая провокация, которая давно готовилась, — рассказал „Фонтанке“ сам новосибирский историк Дмитрий Карнаухов. — Она была привязана к конкретным датам и событиям, чтобы вызвать цепь последствий. И высылка польского коллеги — это то самое последствие. И это не последний этап, и не начало конца, даже не кульминация. Совершенно сознательно, целенаправленно, системно раскручивается определённая спираль. И это раскручивается не нашей стороной. Нам навязываются инфоповоды, определённый сценарий. Россия не заинтересована ни в каком конфликте с Польшей в области истории. Мы вынуждены иметь дело с той повесткой, которая нам навязывается. Наши власти ведут себя очень корректно и адекватно. По сравнению с польской стороной это небо и земля».
«Польскому коллеге я, безусловно, сочувствую,— говорит Дмитрий Карнаухов.— Хотя есть нюанс — ни он, ни Институт национальной памяти никак не отреагировали на мое выдворение, не проявили солидарности с коллегой из России».

## Монографии
- Карнаухов Д. В. История русских земель в польской хронографии конца XV — начала XVII в. Новосибирск: Изд-во ГПНТБ СО РАН, 2009. 232 c.
- Карнаухов Д. В. Концепции истории средневековой Руси в польской хронографии эпохи Возрождения. Новосибирск: Изд-во НГПУ, 2010. 291 с.
- Карнаухов Д. В. «Русские» и «Московские» известия в трудах польских историков второй половины XV — начала XVII вв. (историографический аспект) — Новосибирск : Изд-во НГПУ, 2014. — 209 с. — 500 экз. — ISBN 978-5-00023-388-7.

## Авторефераты и статьи
- Карнаухов Д. В. Исторический образ Московии в польской хронографии эпохи Возрождения. Вестник РГГУ № 10/08. М., 2008. С. 101—114. Архивная копия от 5 декабря 2017 на Wayback Machine
- Карнаухов Д. В. Образы этничности Евразии в трудах польских историков эпохи Возрождения. Археология, этнография и антропология Евразии 4 (40). Новосибирск, 2009. С. 92 — 99. Архивная копия от 6 декабря 2017 на Wayback Machine
- Карнаухов Д. В. История средневековой Руси в польской хронографии конца XV — начала XVII в. Автореферат диссертации на соискание ученой степени доктора исторических наук. М., 2011. 51 c. Архивная копия от 5 декабря 2017 на Wayback Machine
- Карнаухов Д. В. Первая мировая война: историографические мифы и историческая память: моногр.: в 3 кн./под ред. д-ра ист. наук О. В. Петровской; Рос. ин-т стратег, исслед. Кн. 1: «Народы Российской империи»/М., 2014. ISBN 978-5-7893-0192-0 Стр: 185—215[10]